# Uwingu
Uwingu es una empresa privada con fines de lucro fundada por Alan Stern, ex Administrador Asociado de la NASA. La compañía permite al público, a cambio de un módico precio, bautizar exoplanetas y cráteres de Marte en el nuevo mapa de Marte de Uwingu. La finalidad de la empresa es hacer más amena a todas las personas la exploración espacial y la astronomía así como tener una especie de compromiso con ellas. Los beneficios de la empresa se dedican a financiar a investigadores, educadores y proyectos espaciales.
Desde al puesta en funcionamiento del proyecto Mars Crater Map en febrero de 2014, más de 19.000 cráteres han sido nombrados desde el mapa de Marte de Uwingu recaudándose casi 100.000 dólares se para el fondo de investigación espacial, la educación y la exploración. Los beneficiarios del Fondo de Becas Uwingu son "Astrónomos Sin Fronteras", el "Programa de Capacitación de Maestros de Galileo", "Students for the Exploration and Development of Space" (SEDS), Allen Telescope Array, la "International Dark-Sky Association" y "Explore Mars".
También ha repartido más de 15.000 dólares en Becas de Investigación para Estudiantes en 2014. Los estudiantes seleccionados, de ambos sexos, finalizaron sus doctorados en 2014. Sus temas de investigación abarcan desde la ciencia marciana y lunar hasta la astrobiología, al estudio de planetas alrededor de otras estrellas. Las becas de viaje Uwingu otorgadas permitirán a estos estudiantes publicar sus resultados y promover su progreso profesional a la comunidad científica.
El 3 de marzo de 2014, la compañía anunció que se asociaría con el proyecto privado Mars One, que está planeando en usar el mapa de Marte de Uwingu en su misión. También difundió el 12 de junio de 2014 que una segunda misión espacial, "Time Capsule to Mars", llevará el mapa de Marte de Uwingu al planeta Marte.

## Equipo de Uwingu
- Dr. Alan Stern, científico planetario y Vicepresidente Asociado del Instituto de Investigación del Suroeste, una institución sin fines de lucro de I + D con más de 3.400 empleados. Dirige una consultoría aeroespacial privada. Anteriormente, dirigió todos los programas y misiones científicas en la sede de la NASA.

- Dr. Henry Throop, investigador astronómico y experto en software astronómico y bases de datos. Vive en la India.

- Ryan Johnston, ha ejercido como Presidente y Director Ejecutivo de dos compañías prominentes en las industrias de entretenimiento y deportes durante los últimos diez años. Anteriormente, Ryan ejerció durante 15 años en el Ejército de los EE. UU. en aviación. Es productor de cine y televisión, de eventos a gran escala, gerente y agente de talento, cofundador de una empresa de tecnología que está probando sus productos para viajes espaciales y uso comercial diario.[8]

- Doug Griffith, ejerce de abogado en Los Ángeles defendiendo casos relacionados con la industria de la aviación y el vuelo espacial comercial humano. Antes de ser abogado, fue aviador de la Marina y se licenció en ingeniería aeroespacial por la Universidad de Texas.

- Alisha McFarland, cuenta con más de 20 años de experiencia dirigiendo pequeñas empresas, y casi una década de experiencia en administración de subsidios de investigación.

- Ellen Butler, ayuda a empresarios a implementar sus metas de mercadeo usando software moderno, medios sociales, marketing por correo electrónico y otras herramientas en línea. Está graduada por la Universidad de Indiana.

- Tom Burton, desarrollador y diseñador web que ha trabajado con empresas tecnológicas de todo el mundo.

## Asesores
El Consejo de asesores está compuesto por científicos influyentes de la astronomía, ciencia planetaria, informática y empresarios:
- Michael Aisner, promotor y experto en marketing
- Andy Chaikin, historiador del espacio y autor
- David J. Eicher, editor de la revista Astronomy
- Stephen Goldman, empresario de la industria de la computación y físico matemático
- David Grinspoon, científico planetario, autor y educador
- Cassie Kloberdanz, defensora del espacio comercial
- Jon Lomberg, artista espacial y ex ilustrador de Carl Sagan
- George Merlis, experto en comunicaciones y exproductor de Good Morning America en ABC TV
- Cathy Olkin, científica planetaria
- Rick Rasansky, empresario seriado y CEO de Internet
- Robert Richards, cofundador y CEO de Moon Express
- Teresa Segura, científica de Marte
- Peter Smith, científico de Marte e investigador principal de la nave espacial Mars Phoenix de la NASA 2008
- Zak Williams, experto en marketing, aficionado al espacio

## Crítica
La Unión Astronómica Internacional (UAI)ha condenado a Uwingu, calificándolo de "estafadores" por cobrar dinero para comprar nombres de planetas, subrayando que la UAI es la única autoridad oficial para nombrar objetos astronómicos. Uwingu niega estas acusaciones, diciendo que representa la "elección del pueblo" en lugar de cualquier posición oficial.